# Hydnophytum kejense
Hydnophytum kejense är en måreväxtart som beskrevs av Odoardo Beccari. Hydnophytum kejense ingår i släktet Hydnophytum och familjen måreväxter. Inga underarter finns listade i Catalogue of Life.